# Foz do Sabor
Foz do Sabor é uma aldeia portuguesa na freguesia de Cabeça Boa, concelho de Torre de Moncorvo, no distrito de Bragança.
É-lhe dada  o nome da sua localização geográfica, na Foz do Rio Sabor, quando este desagua no Douro. Trata-se de uma vila piscatória.

## Ligações Rodoviárias
As suas ligações são asseguradas por 3 vias:
- a noroeste, pela Estrada Municipal 623-1, que liga a Foz do Sabor á sede de freguesia em Cabeça Boa.
- a nordeste, pela EM623, ligando à aldeia da Horta da Vilariça.
- a este, pela EM623, que através da Ponte sobre o Rio Sabor, conecta a aldeia ao IP2, e, posteriormente à sede de município, em Torre de Moncorvo. [2]

## Locais de Interesse
- Praia Fluvial da Foz do Sabor [3]